# Котман, Аляж
Аляж Котман (словен. Aljaž Cotman; родился 26 апреля 1994 года, Крань, Словения) — словенский футболист, вратарь австрийского клуба «Донау Клагенфурт».

## Клубная карьера
Котман — воспитанник клуба «Триглав». В 2010 году он получил приглашение от английского «Вулверхэмптон Уондерерс» и присоединился к молодёжной команде волков. В 2012 году Аляж был включён в заявку основной команды, но так и не дебютировал за неё. Летом 2013 года Котман вернулся на родину, подписав контракт с «Марибором». 13 ноября в поединке Кубка Словении против «Шенкура» Аляж дебютировал за новую команду. 17 мая 2014 года в матче против «Горицы» он дебютировал в Чемпионате Словении. В составе «Марибора» Котман трижды стал чемпионом и завоевал Кубок Словении.

## Достижения
Командные
 «Марибор»
- Чемпионат Словении по футболу — 2013/2014
- Чемпионат Словении по футболу — 2014/2015
- Чемпионат Словении по футболу — 2016/2017
- Обладатель Кубка Словении — 2015/2016
- Обладатель Суперкубка Словении — 2014